# Phallus indusiatus
Phallus indusiatus är en svampart som beskrevs av Vent. 1798. Phallus indusiatus ingår i släktet Phallus och familjen stinksvampar.   Inga underarter finns listade i Catalogue of Life.

## Källor

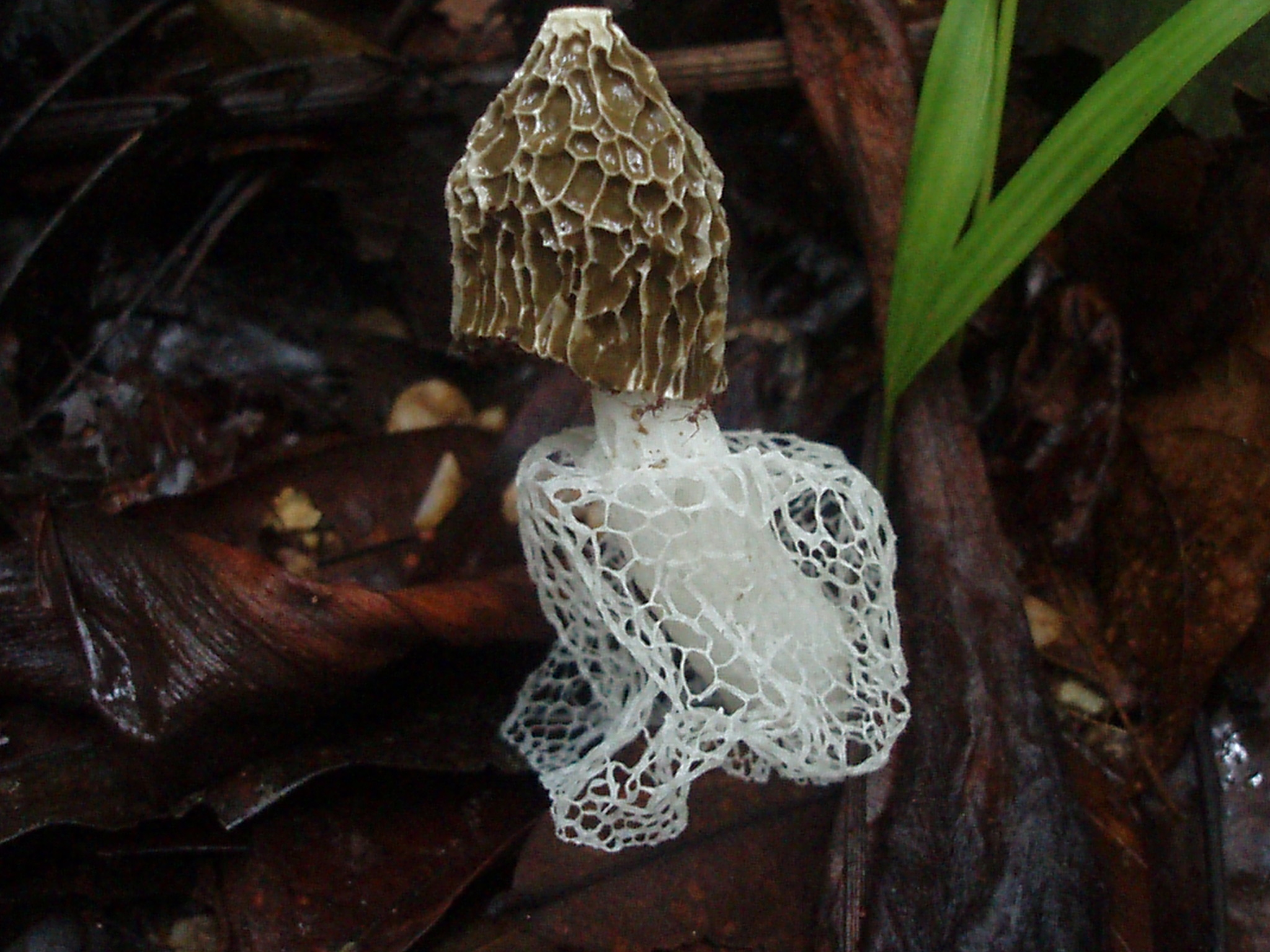
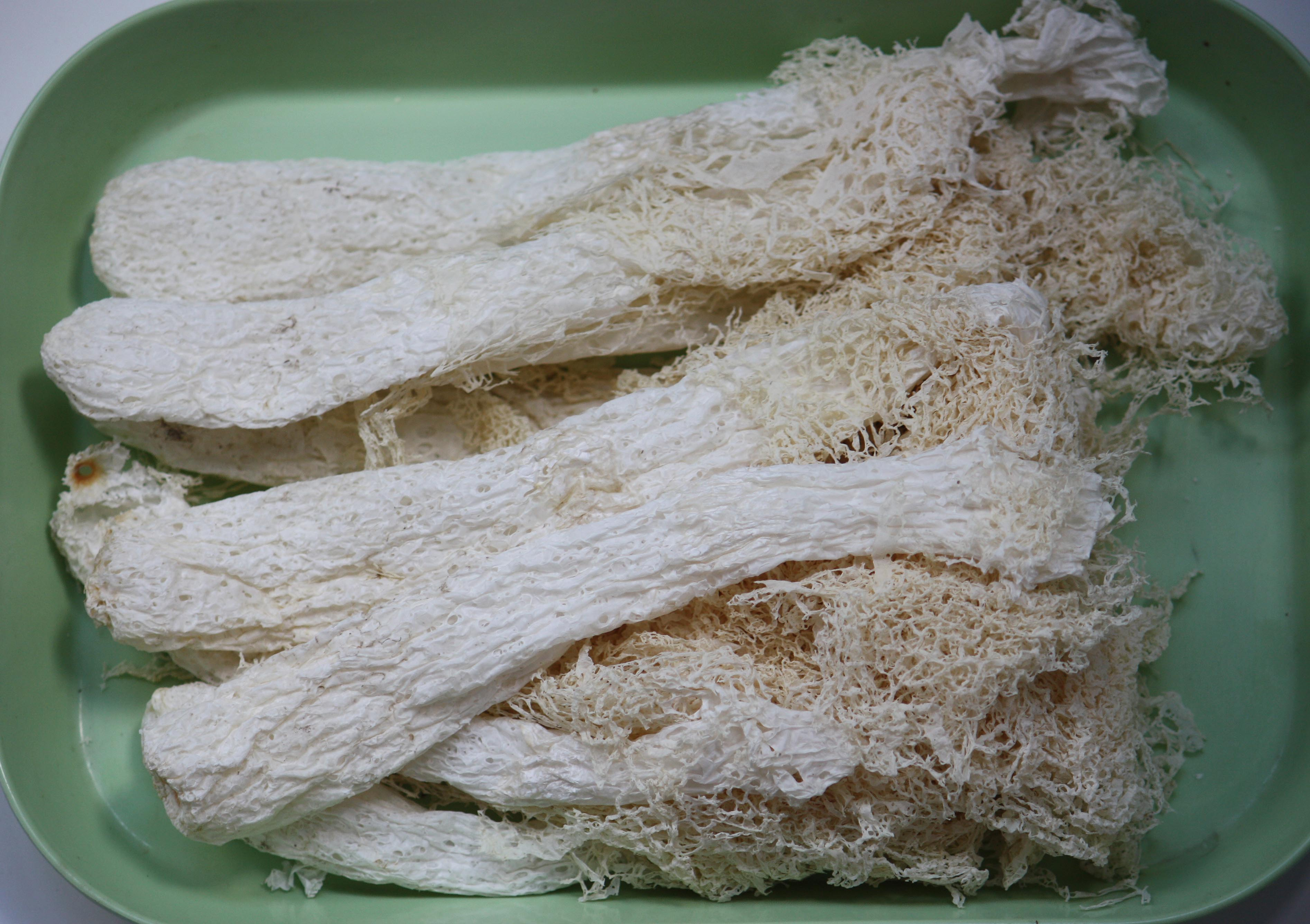
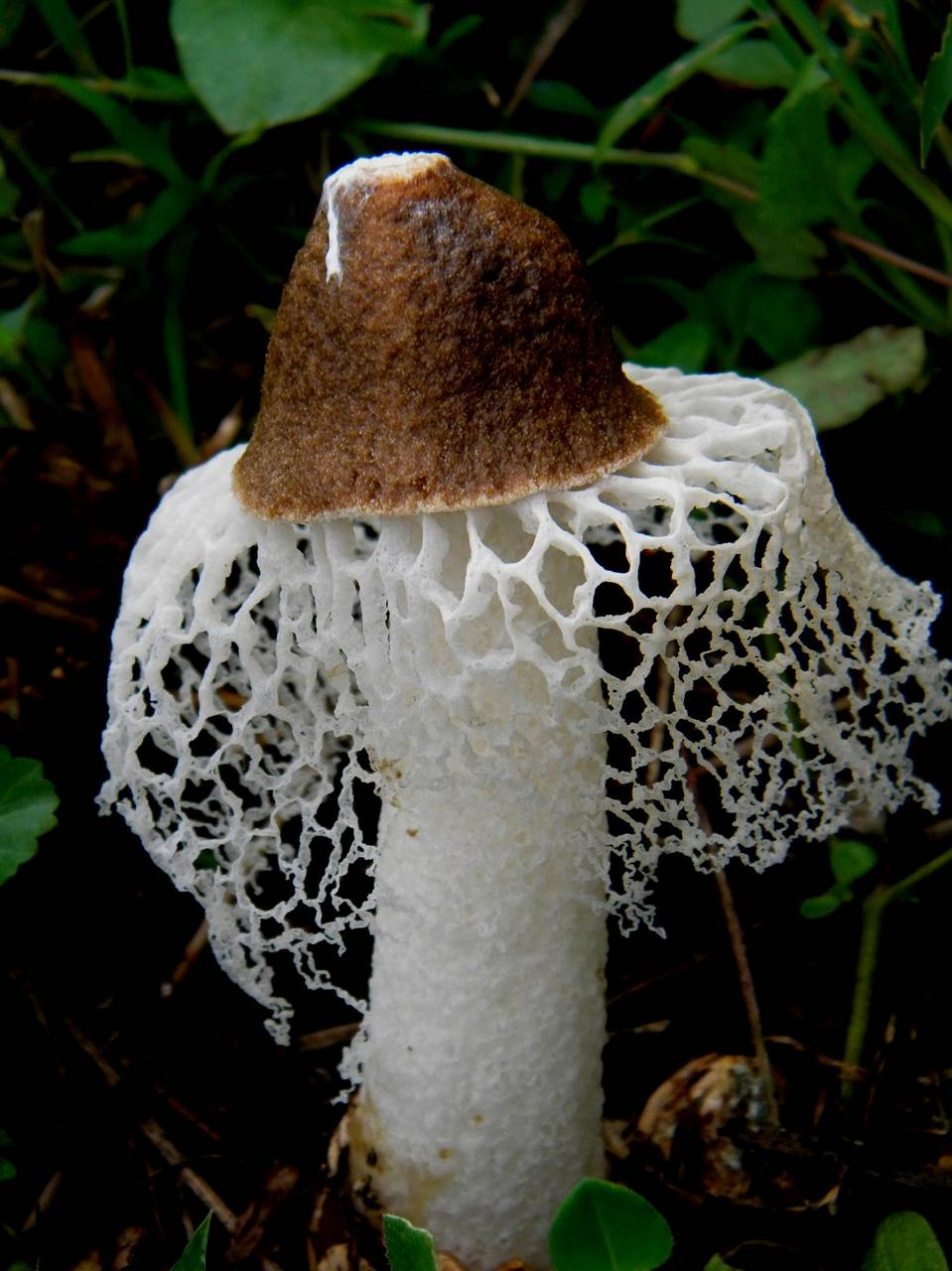
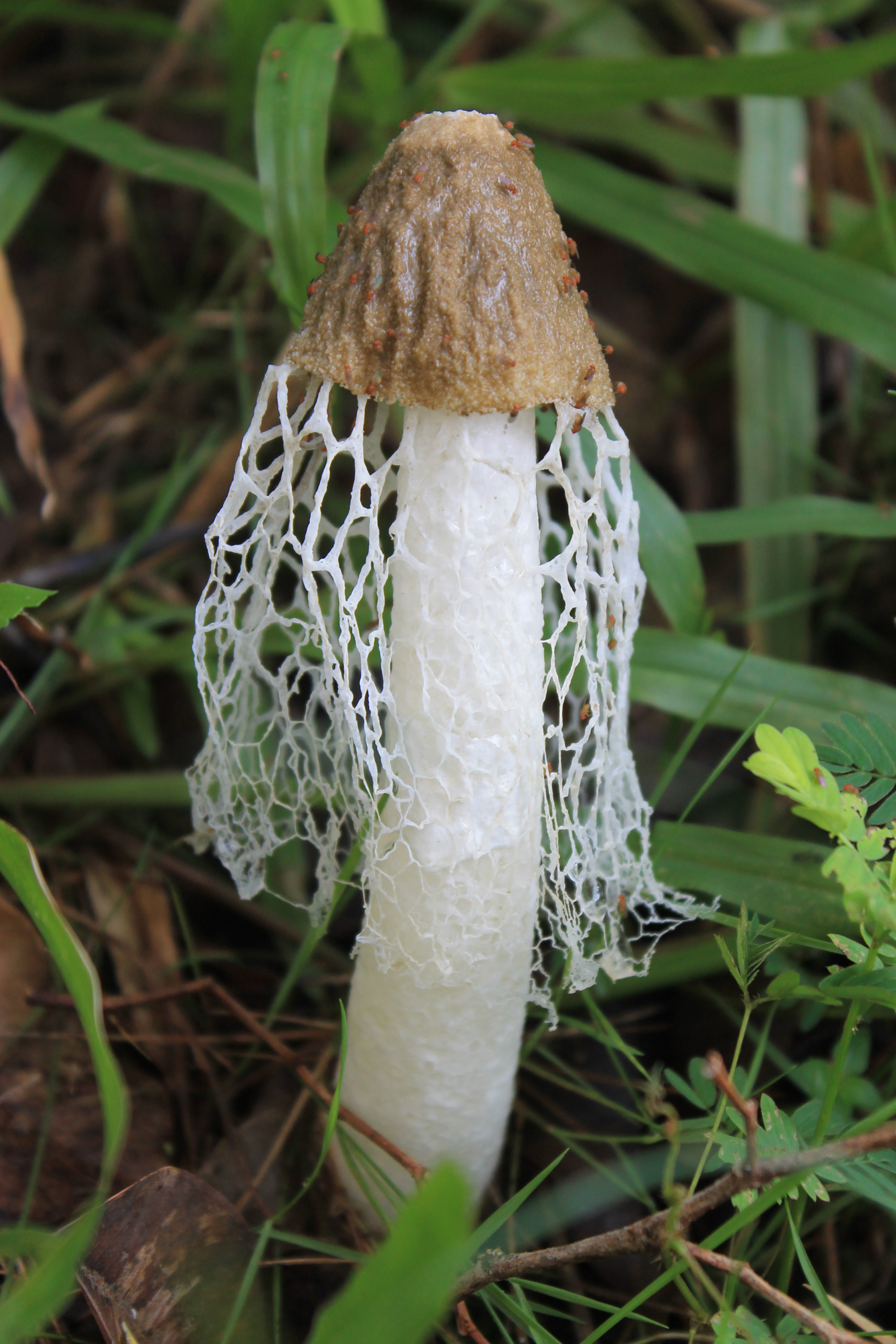